# Поза (Комо)
Поза је насеље у Италији у округу Комо, региону Ломбардија.
Према процени из 2011. у насељу је живело 5 становника. Насеље се налази на надморској висини од 854 м.